# Ère Eitoku
L'ère Eitoku (永徳) est une des ères du Japon (年号, nengō, lit. « nom de l'année ») de la Cour du nord durant l'époque Nanboku-cho après l'ère Kōryaku et avant l'ère Shitoku. Cette ère couvre la période allant du mois de février 1381 au mois de février 1384. Les empereurs siégeant à Kyoto sont Go-En'yū (後円融天皇, Go-En'yū-tennō) et Go-Komatsu (後小松天皇, Go-Komatsu-tennō). Les rivaux de la Cour du Sud à Yoshino durant cette période sont Chōkei (長慶天皇, Chōkei-tennō) et Go-Kameyama (後亀山天皇, Go-Kameyama-tennō).

## Contexte de l'ère Nanboku-chō

Les sièges impériaux durant l'époque Nanboku-chō sont relativement proches l'un de l'autre mais géographiquement distincts. Ils sont conventionnellement identifiés ainsi :
Capital du nord : Kyoto
Capitale du sud : Yoshino.

Au cours de l'ère Meiji, un décret impérial daté du 3 mars 1911 établit que les monarques régnants légitimes de cette époque sont les descendants directs de l'empereur Go-Daigo par l'empereur Go-Murakami dont la Cour du Sud a été établie en exil à Yoshino, près de Nara.
Jusqu'à la fin de l'époque d'Edo, les empereurs usurpateurs (en supériorité militaire) et  soutenus par le shogunat Ashikaga sont erronément inclus dans les chronologies impériales  en dépit du fait incontestable que les insignes impériaux ne sont pas en leur possession.
Cette Cour du Nord illégitime est établie à Kyoto par Ashikaga Takauji.

## Changement d'ère
- 1381, aussi appelée Eitoku gannen (永徳元年?) : Le nom de la nouvelle ère est créé pour marquer un événement ou une succession d'événements. La précédente ère se termine quand commence la nouvelle, en Kōryaku 3.

Durant la même époque, l'ère Kōwa (1381–1384) est le nengō correspondant à la Cour du Sud.

## Événements de l'ère Eitoku
- 1381 (Eitoku 1, 3e mois) : L'empereur voyage en procession pour rendre visite à Ashikaga Yoshimitsu dans son palais de Muromachi[5].
- 1381 (Eitoku 1, 7e mois) : le kampaku Nijō Yoshimoto est élevé à la position de daijō daijin. Yoshimitsu est élevé à la position de nadaijin à la cour impériale au jeune âge de 24 ans. Yoshimoto et Yoshimitsu travaillent harmonieusement ensemble[5].
- 1382 (Eitoku 2,1re mois) : Yoshimitsu est élevé à la position de sadaijin à la cour et nommé général de gauche (sadaisho) quelques jours après. À la même époque, Fujiwara no Sanetoki est élevé de la position de dainagon à celle de nadaijin[5].
- 1383 (Eitoku 3) : L'empereur Go-Kameyama accède au trône de la Cour du sud[6].

| Eitoku    | 1re  | 2e   | 3e   | 4e   |
| Grégorien | 1381 | 1382 | 1383 | 1384 |